# Шилинговский, Иван Григорьевич
Иван Григорьевич Шилинговский (30 мая 1903, Овидиополь — 30 марта 1967, Калинин) — советский военный деятель, контр-адмирал ВМФ СССР (11 мая 1949) и ВМС Польши; и.о. главнокомандующего ВМС Польши в 1945 и 1950 годах.

## Биография
Родился 30 мая 1903 года в Овидиополе, Херсонская губерния (ныне Одесская область, Украина). Украинец по происхождению. На флоте с 1925 года (Черноморский флот), учился в объединённой школе УО МСЧМ (морских сил Чёрного моря) с апреля по октябрь 1926 года, с сентября 1927 по февраль 1931 года учился в военно-морском училище имени М. В. Фрунзе. Член ВКП(б) с 1926 года. С ноября 1932 по июнь 1936 года учился на специальных курсах командного состава ВМС РККА, позже на командном факультете Военно-морской академии имени К. Е. Ворошилова с ноября 1936 по февраль 1939 года.
Начинал службу как ученик-водолаз, электрик и комендор на крейсерах «Коминтерн» и «Червона Украина» (с октября 1925 по октябрь 1926), позже был курсантом школы МЧСМ с ноября 1926 по май 1927 года. С февраля по июнь 1931 — помощник вахтенного на крейсере «Аврора», с июня 1931 по апрель 1932 года был вахтенным. С апреля по ноябрь 1932 года — старший вахтенный и начальник линкора «Марат» (Балтийский флот). С марта по август 1933 года — артиллерист в ЭОН-1, член флагманского артиллерийского штаба с августа 1933 по май 1935 и флаг-специалист ПВО с мая 1935 по ноябрь 1936 штаба Северного флота. Начальник 6-го отдела ВО СО с февраля 1939 по июль 1940 года и 1-го отделения 1-го отдела (планового) оперативного управления Главного морского штаба ВМФ с июля 1940 года.
В годы войны занимал должность начальника 1-го отделения 6-го отдела там же (с июля 1941 по август 1943), в августе 1943 года назначен заместителем начальника 8-го отдела (оперативного планирования) оперативного управления Главного морского штаба, с ноября 1944 года по апрель 1945 года — начальник отдела. С апреля по май 1945 года был в распоряжении начальника Главного морского штаба, затем в мае отправился в Польшу для организации флота нового государства. Исполнял обязанности главнокомандующего ВМС Польши с 7 июля по 24 августа 1945 года. Позже занимал должность начальника штаба до января 1946 года, в 1946—1949 — старший советник командующего ВМС ПНР, с ноября 1949 по апрель 1959 года — заместитель командующего. Исполняющий обязанности главнокомандующего повторно с 8 июля по 10 сентября 1950 года. В апреле 1952 года вернулся в СССР.
По возвращении в СССР с мая 1952 по ноябрь 1956 года был начальником кафедры военно-морских дисциплин военно-морского факультета Военной академии тыла и снабжения имени В.М. Молотова в Калинине. С ноября 1956 — в запасе по болезни. По мнению историков, Иван Шилинговский и Юзеф Урбанович (начальник отдела военно-политической подготовки ВМС ПНР в 1945—1952 годах) были уволены со своих постов за излишний «либерализм».
Скончался 30 марта 1967 года в Калинине.

## Награды
СССР
- Орден Ленина (1951)
- Орден Красного Знамени (1945, 1966)
- Орден Красной Звезды (дважды в 1944)
- Медаль «За победу над Германией в Великой Отечественной войне 1941-1945 гг.»
- Медаль «30 лет Советской Армии и Флота»

Польша
- Офицерский крест ордена Возрождения Польши IV степени (1947)
- Золотой крест Заслуги (дважды)
- Медаль «За Нису, Одру и Балтику»
- Бронзовая медаль «Вооруженные силы на службе Родины»